# Мерло (Буэнос-Айрес)
Мерло (исп. Merlo) — город, расположенный в одноимённом округе, в провинции Буэнос-Айрес (Аргентина). Мерло формирует часть агломерации Большой Буэнос-Айрес.
Мерло граничит на севере с городами Итусайнго и Сан-Антонио-де-Падуа, на юге и востоке с Парке-Сан-Мартином, на западе с округом Морено по реке Рио-Реконкиста, на юге с городом Мариано-Акоста.

## История
Земли, где сейчас находится город Мерло, в начале XVIII века принадлежали испанцу Франсиско де Мерло. Сначала он построил здесь свой дом, а в 1727 году — капеллу Непорочного зачатия Девы Марии. 23 октября 1730 года она была отнесена к приходу Ла-Матанса. В 1738 году Франсиско де Мерло запросил разрешение у короля на основание поселения вокруг своего имения. Разрешение было получено 28 августа 1755 года. Город получил название Сан-Антонио-дель-Камино и герб самого Мерло, хотя в народе он был известен как Поселение Мерло или Часовня Мерло.
Согласно данным первой переписи населения, проведённой 10 июня 1742 года, в городе насчитывалось 75 жителей без учёта семьи и рабочих Франсиско де Мерло. В 1755 году население достигло 111 человек.
В 1749 году в Мерло была открыта начальная школа.
В 1758 году после смерти Франсиско де Мерло земли вокруг поселения отошли к монахам-мерседарийцам, которые открыли здесь обитель.
В 1761 году в сообщении Королевской аудиенсии Чаркаса говорилось, что Мерло не может называться городом из-за малого количества жителей. В 1765 году епископ Буэнос-Айреса назвал город призрачным. В 1773 году был построен новый мост, из-за которого Мерло оказался вдали от торговых путей и окончательно запустел. В 1776 году из Мерло в Морон была перенесена приходская церковь. В 1823 году была закрыта мерседарийская обитель, а в 1826 году город покинул последний священник.
В 1840 году на месте современной центральной площади Мерло был лагерь генерала Хуана Лавалье, который возглавлял борьбу против Хуана Мануэля де Росаса.
В 1838—1852-х годах мировым судьёй Морона был Томас Фернандес де Сьеса, который находился в оппозиции к Росасу. У него было в Мерло имение, откуда он осуществлял руководство борьбой против Росаса. Когда Росас был побеждён войсками Уркисы, его силы разместились в Мерло, убив Фернандеса де Сьесу.

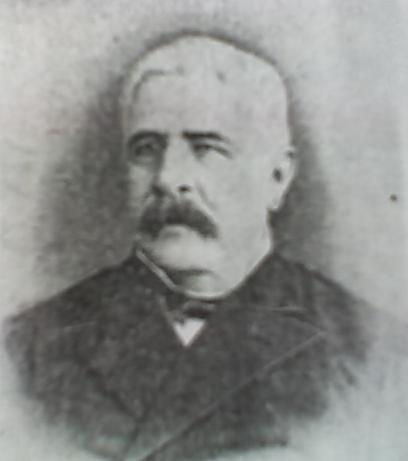
Хуан Дильон
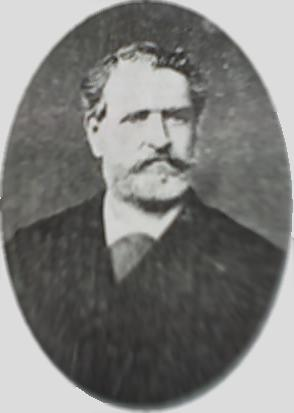
Педро Бенуа
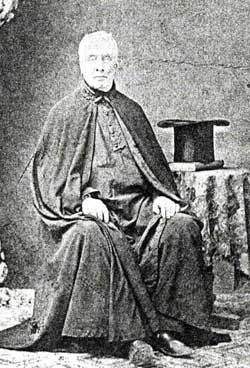
Энтони Доминик Фахи
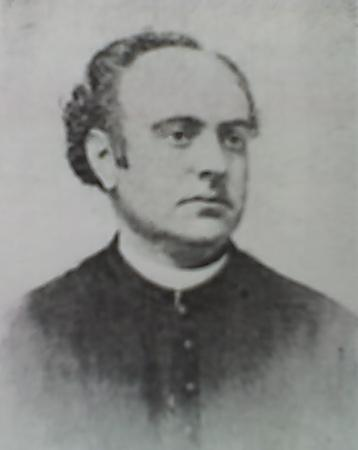
Патрик Джозеф Дильён

В 1852 году правительство продало земли, где находилось поселение Мерло, ирландцу Томасу Гибсону Пирсону. В 1859 году благодаря усилиям пасынка Пирсона Хуана Дильона город Мерло было возрождён. Педро Бенуа разработал новый план города. Испанский архитектор Антонио Аербе построил новую церковь на месте старой, которая к тому времени уже была разрушена. Также в окрестностях города была построена железнодорожная станция.

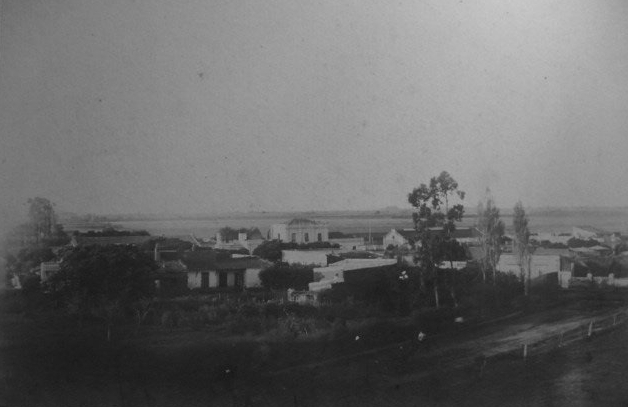
Дома вблизи железнодорожной станции (1880)
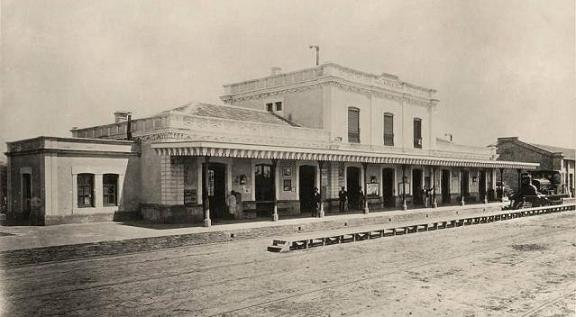
Железнодорожная станция (1880)
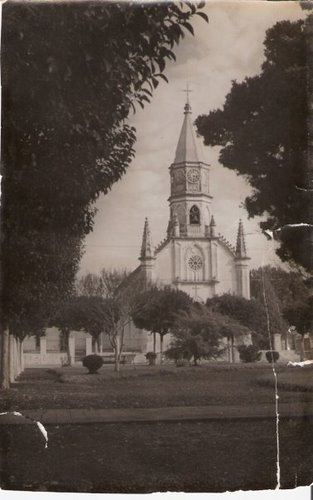
Церковь (І пол. XX века)
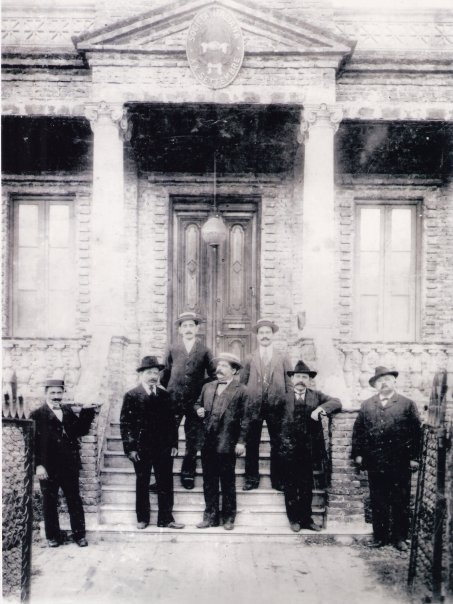
«Societa Italiana XX Settembre» (1920)

В 1862 году город начал менять свой облик. Начали возводить дома в соответствии с планом Бенуа, была открыта школа. В 1864 году была построена новая церковь, но архиепископ отказался отправлять туда священника, поскольку первые лица города были масонами. Тогда власти города обратилась к главе ирландской общины Энтони Доминику Фахи, который предоставил им священника — Патрика Джозефа Дильона.
В 1864 году Мерло получил статус отдельного города и право образовать муниципалитет.
В 1870 году в Буэнос-Айресе разаразилась эпидемия холеры, в результате чего значительное количество его жителей бежало в окрестные сёла и городки, в частности в Мерло. Многие из них умерли в городе, поэтому властям пришлось открыть новое кладбище, поскольку старое было переполнено.
В 1870-х годах в Мерло было установлено уличное освещение.
В 1894 году итальянская община Мерло, которая к тому времени превысила по численности ирландскую, основала организацию взаимопомощи Societa Italiana XX Settembre, которая должна была защищать интересы местных итальянцев. В 1904 году эта организация построила особняк в неоклассическом стиле, где в 1915 году с появлением электричества в городе открылся первый кинотеатр.

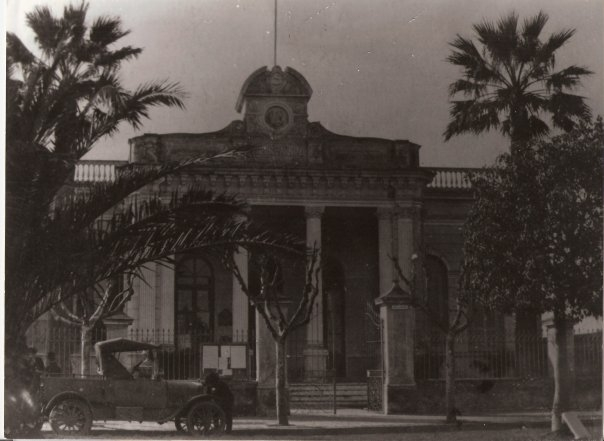
Муниципалитет (1919)
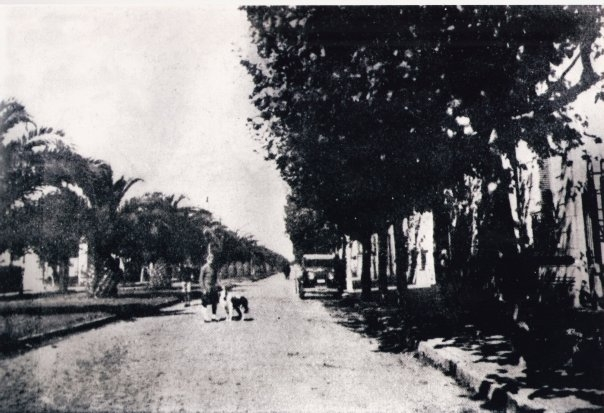
Центральная улица (1919)
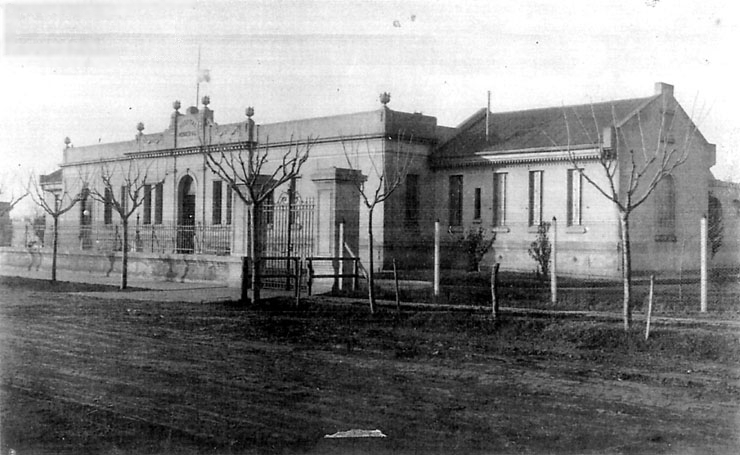
Больница (1930)
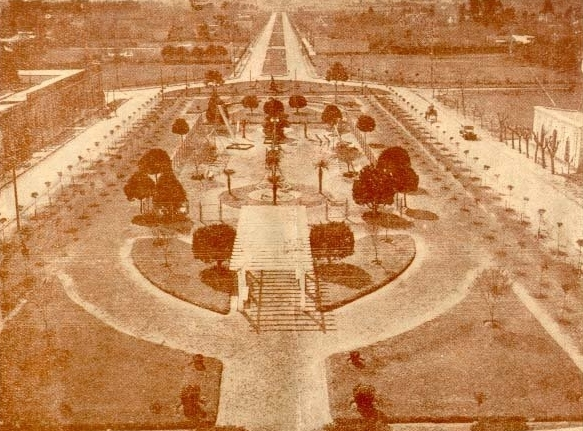
Центральная площадь (1930)

В 1906 году жившие вблизи железнодорожной станции организовали спортивный клуб «Архентино», где играли в футбол, теннис и крикет. В 1911 году богатые жители Мерло основали спортивный клуб «Насьональ», который впоследствии был переименован в «Индепендьенте».
В 1913 году была положена мостовая на главную улицу города, а в 1938 году она была заасфальтирована.
В 1928 году в Мерло начал работу общественный транспорт.
8 сентября 1929 года была открыта первая больница в городе.
В первой половине XX века город был местом отдыха для жителей столицы, здесь также находился крупный санаторий для больных туберкулёзом . В 1940-х годах Мерло стал частью городской агломерации Большой Буэнос-Айрес. В последующие годы его население стремительно увеличивалось благодаря миграции из отдалённых провинций страны.
19 августа 1955 года Мерло официально получил статус города.
В 1950—1960-х годах из-за увеличения населения города появилась потребность в учебных заведениях. Был основан Колледж им. Бернардо Усая и Национальный колледж им. Мануэля Бельграно, а также две технические школы и несколько частных учебных заведений.

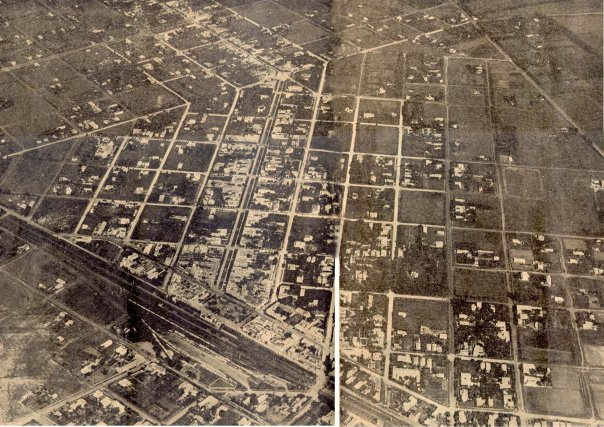
Мерло с воздуха (І пол. XX века)
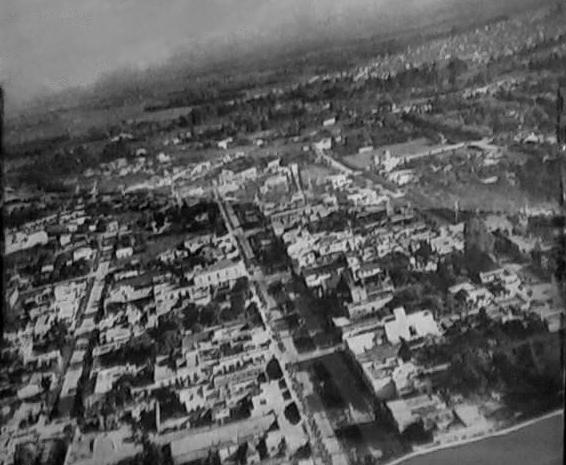
Мерло с воздуха (1950)
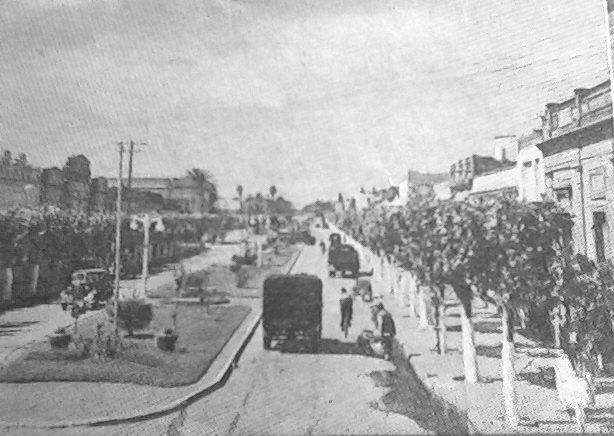
Центральная улица  (1950)
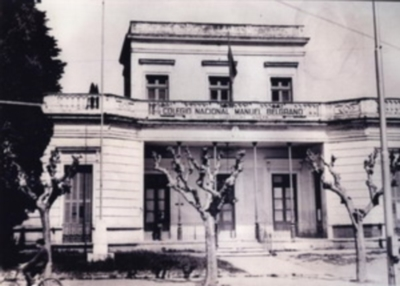
Колледж им. Бельграно  (1960)

В 1980 году в Мерло был построен новый мост имени героев Мальвин[уточнить]. В 1988 году был перестроен местный госпиталь.
В 2009 году в Мерло был открыт Национальный университет Запада.

## Административно-территориальное деление
Мерло подразделяется на следующие районы:
- Мерло-Сентро — респектабельнейший район
- Мерло-Норте
- Баррио-Архентино
- Лос-Вьолетас
- Санта-Лусия
- Лаго-дель-Боске
- Лос-Патос
- Ла-Хосефина
- Лос-Параисос
- Эль-Мирадор
- Помпея
- Реконкиста
- Парке-дель-Соль
- Аманди
- Сан-Эдуардо
- Габото
- Арко-Ирис
- Альбатрос